# 天堂在405號公路塞車
《天堂在405號公路塞車》（英語：Heaven Is a Traffic Jam on the 405）是一部2016年由法蘭克·史提弗爾執導的美國紀錄片。以藝術家明迪·阿爾珀作為主題。本片獲得了國際紀錄片協會最佳短片提名，並於美國全景紀錄片影展及奧斯汀影展中獲得觀眾及評審團獎。本片亦獲得了第90屆奧斯卡金像獎最佳紀錄短片獎。

## 概述
《天堂在405號公路塞車》是由本片主角明迪·阿爾珀與導演法蘭克·史提弗爾之間超過20小時的訪談內容整理而成。
阿爾珀是一名視覺藝術家，她利用生動的繪畫及混凝紙漿雕塑呈現出她內心的焦慮、沮喪、創傷和其他負面情緒。
片名靈感來自於阿爾珀，她表示，除了藝術之外，唯一可以讓她感覺自在的情況便是坐在壅堵的車陣中。

## 外部連結
- 官方網站 （页面存档备份，存于）
- 互联网电影数据库（IMDb）上《Heaven Is a Traffic Jam on the 405》的资料（英文）
- Grasshopper Films上《Heaven Is a Traffic Jam on the 405 （页面存档备份，存于） 》的資料